# Nathalie Cardone
Nathalie Cardone (Pau, 1967. március 29. –) francia színésznő és énekesnő.

## Biográfia
A Pyrénées-Atlantiques megyei Pau-ból származik, apja szicíliai, anyja spanyol. Első nyilvános megjelenése a francia képernyőkön 1988-ban volt a Drôle d'endroit pour une rencontre című filmben, Gérard Depardieu és Catherine Deneuve társaságában. Első elismerése a legígéretesebb fiatal színésznőnek járó César-díjra történt jelölése volt 1989-ben.
Sikere egy A kis tolvajban játszott kisebb szerep után indult el. Később kiadott több sikeres hangfelvételt is mint a  Populaire, Mon Ange, és – a legnépszerűbb – Hasta Siempre, egy kubai dal, ami az argentin forradalmárt, Ernesto "Che" Guevara-t dicsőíti.

## Albumok
- 1999: Nathalie Cardone
- 2008: Servir le beau

## Filmjei
- 1988: Drôle d'endroit pour une rencontre de François Dupeyron: Sylvie
- 1988: La Petite voleuse de Claude Miller: Mauricette
- 1989: J'aurais jamais dû croiser son regard de Jean-Marc Longval: Zoé
- 1990: La Fille des collines de Robin Davis: Angelina
- 1992: Quidam de Sophie Deflandre (court-métrage):
- 1993: Les Aventures du jeune Indiana Jones, saison 2, épisode 16 réalisé par René Manzor et Carl Schultz: Fernande Olivier
- 1994: L'Enfer de Claude Chabrol: Marylin
- 1994: Le Sourire de Claude Miller: Brigitte
- 1995: El Techo del mundo de Felipe Vega: Thérèse
- 1996: L'Avocate, épisode 2 Linge sale en famille réalisé par Philippe Lefebvre (série tv): Fanny
- 1996: Regarde-moi de Gabrielle Lazure (court-métrage): la femme
- 1996: Le Coup de pied de l'âne de Jean-Albert Héroin (court-métrage): la rockeuse
- 1996: Estelle, Ilda et Solange de Florence Bandrier (court-métrage):
- 1997: La Colère d'une mère de Jacques Malaterre (téléfilm): Sandrine Dupin
- Nathalie Cardone az Internet Movie Database oldalon (angolul)